# مقاطعة كليبرغ (تكساس)
مقاطعة كليبرغ (بالإنجليزية: Kleberg  County)‏ هي إحدى المقاطعات في ولاية تكساس، الولايات المتحدة الأمريكية.